# Tony Canadeo
Anthony Robert Canadeo (Chicago, 5 maggio 1919 – Green Bay, 29 novembre 2003) è stato un giocatore di football americano statunitense, indotto nella Pro Football Hall of Fame nel 1974.

## Carriera professionistica

Il numero 3 di Canadeo è stato ritirato dai Packers.

Tony Canadeo iniziò a giocare a football americano ad alto livello alla Gonzaga University, dove veniva chiamato Grey ghost (Fantasma grigio) a causa della sua capigliatura precocemente bianca.
Canadeo venne scelto al nono giro del Draft NFL 1941 dai Green Bay Packers, squadra con la quale avrebbe trascorso tutta la sua carriera professionistica. Dopo quattro stagioni giocate, saltò quella del 1945 in quanto si era arruolato nell'Esercito, ma ritornò ai Packers l'anno successivo, disputando altre sette stagioni.
Nel 1949 Tony Canadeo fu il primo giocatore dei Green Bay Packers, il terzo della storia della NFL, a superare le mille yard guadagnate su corsa in una stagione con 1.052, anche se la squadra faticò con un record di 2-10. Oltre ai numeri fatti registrare in attacco, Tony mise a segno anche nove intercetti in difesa e giocò anche come punter.
Canadeo è uno dei soli cinque giocatori della storia dei Green Bay Packers ad aver il proprio numero ritirato dalla squadra. Il suo numnero (3) fu ritirato immediatamente nel 1952, preceduto da Don Hutson (14) nel 1951 e seguito da Bart Starr (15) nel 1973, Ray Nitschke (66) nel 1983 e Reggie White (92) nel 2005. Canadeo fu inserito nella Wisconsin Athletic Hall of Fame nel 1973.

## Palmarès

### Franchigia
- Campionati NFL: 1

Green Bay Packers: 1944

### Individuale
- First-team All-Pro: 1

1944
- Formazione ideale della NFL degli anni 1940
- Pro Football Hall of Fame
- Green Bay Packers Hall of Fame
- Numero 3 ritirato dai Green Bay Packers

## Statistiche
| Yard su corsa | 4.197 |
| Yard ricevute | 579   |
| Touchdown     | 31    |